# Тру-крайм
Тру-крайм (англ. True Crime, дословно «Настоящее преступление») — документальный жанр в массовой культуре, включающий в себя литературу, подкасты, фильмы и сериалы, в которых автор исследует преступления и подробно описывает действия людей, связанных с этими событиями и пострадавших от них.

## История

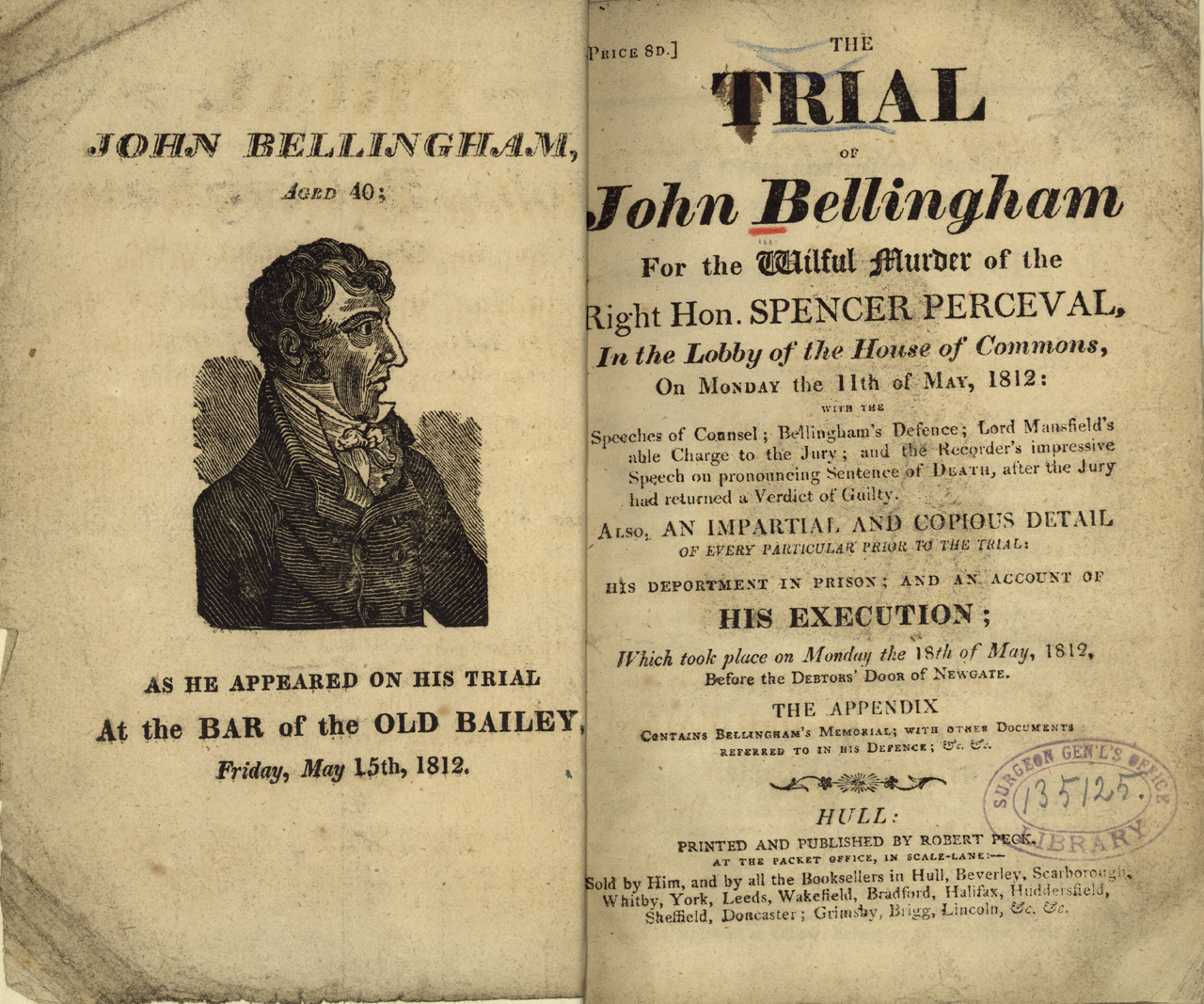
Брошюра об убийстве, 1812 г.

«Книга мошенничества» Чжан Иньюя (ок. 1617) — сборник рассказов поздней династии Мин о якобы реальных случаях мошенничества. Работы в родственном китайском жанре судебных дел (гунъань сяошуо), такие, как «Дела магистрата Бао» XVI века, были либо вдохновлены историческими событиями, либо чисто вымышленными.
Сотни брошюр, плакатов, буклетов и другой уличной литературы об убийствах и других преступлениях были опубликованы с 1550 по 1700 год в Британии по мере роста уровня грамотности и распространения новых дешевых методов печати. Они различались по стилю: некоторые содержали сенсационные заголовки, другие несли послание о морали. Большинство из них покупались «ремесленниками и выше», поскольку у низших классов не было ни денег, ни времени, чтобы их читать. Были также созданы баллады, тексты которых были вывешены на стенах городов и поведаны с точки зрения преступника в попытке понять психологические мотивы преступления. Такие брошюры оставались в обращении в 19 веке в Великобритании и Соединенных Штатах, даже после того, как криминальная журналистика получила широкое распространение через дешёвую бульварную прессу.
В 1807 году Генри Тафтс опубликовал «Рассказ о жизни, приключениях, путешествиях и страданиях Генри Тафтса», который, вероятно, является первой подробной биографией американского преступника. Томас Де Квинси опубликовал в журнале Blackwood's Magazine в 1827 году эссе «Убийство как одно из изящных искусств», в котором основное внимание уделялось не убийству или убийце, а тому, как общество смотрит на преступление.
Начиная с 1889 года, шотландский адвокат Уильям Рагхед в течение шести десятилетий писал и публиковал эссе об известных британских судебных процессах по убийствам, на которых он присутствовал, причем многие из этих эссе собраны в книге 2000 года «Классические преступления». Многие считают Рагхеда «прародителем современного жанра тру-крайм».
Американским пионером этого жанра был Эдмунд Пирсон, а его стиль описания преступности формировался под влиянием Де Куинси. Пирсон опубликовал серию книг такого типа, начиная с «Исследований убийств» в 1924 году и заканчивая «Большими исследованиями убийств» в 1936 году. Прежде чем подлинные криминальные истории Пирсона были собраны в его книгах, они обычно появлялись в таких журналах, как Liberty, The New Yorker и Vanity Fair. Включение в эти высококлассные журналы отличало криминальные рассказы Пирсона от тех, что можно было найти в дешевой бульварной прессе. В предисловии к антологии рассказов Пирсона 1964 года содержится раннее упоминание термина «тру-крайм» как названия жанра.
Научно-популярный роман Трумена Капоте «Хладнокровное убийство» (1965) обычно считают отправной точкой в формировании современного литературного стиля этого жанра. Этот же роман стал первым в этом жанре, принесшим автору большую прибыль.
Описываемые в жанре тру-крайм преступления чаще всего включают убийство; около 40 процентов произведений сосредоточены на историях о серийных убийцах.
Жанр тру-крайм проявляется во многих формах, таких как книги, фильмы, подкасты и телешоу. Многие произведения этого жанра повествуют о громких, сенсационных преступлениях, таких как убийство Джонбенет Рэмси, дело Симпсона и убийстве Памелы Смарт, в то время как другие посвящены менее известным убийствам.

## Формы

### Журналы
Первый журнал, целиком посвящённый теме тру-крайм, под названием «True Detective» вышел в свет в 1924 году. В нем были представлены довольно прозаичные отчеты о преступлениях и о том, как они были раскрыты. В период расцвета этого жанра, перед Второй мировой войной, в газетных киосках продавалось 200 различных журналов, причем каждый месяц продавалось шесть миллионов экземпляров. «True Detective» имел тираж в два миллиона экземпляров. На обложках журналов обычно изображались женщины, которым каким-то образом угрожал потенциальный преступник, причем в 1960-е годы эти сценарии были более острыми.
Общественный интерес к журналам начал снижаться в 1970-х годах, и к 1996 году почти ни один из них не издавался, включая «True Detective», который был продан и затем закрыт новым владельцем.

### Книги
Книги жанра тру-крайм часто сосредоточены на сенсационных, шокирующих или необъяснимых событиях, особенно на убийствах. Хотя убийства составляют менее 20% зарегистрированных преступлений, они присутствуют в большинстве описываемых в рамках жанра криминальных историй. Обычно в этих книгах рассказывается история о преступлении от начала его расследования до окончания судебного разбирательства. Истории о серийных убийцах стали очень прибыльным поджанром. Неофициальный опрос, проведенный Publishers Weekly в 1993 году, показал, что наиболее популярные книги в жанре тру-крайм сосредоточены на историях о серийных убийцах, а наиболее ужасные и выходящие за рамки подробности привлекают большее внимание.
Некоторые произведения жанра представляют собой «мгновенные книги», созданные в краткие сроки, чтобы заработать на популярном инфоповоде. Их описывают как «более чем шаблонные» и чересчур стандартные. Другие могут отражать годы вдумчивых исследований и изысканий и могут иметь значительные литературные достоинства.
Вехой в развитии литературного жанра тру-крайм стала «Песнь палача» Нормана Мейлера (1979), которая стала первой книгой в этом жанре, получившей Пулитцеровскую премию.
Другие выдающиеся образцы жанра включают роман «Хладнокровное убийство» Трумэна Капоте; самый продаваемый тру-крайм роман всех времен «Helter Skelter» за авторством главных следователей дела семьи Мэнсона Винсента Бульози и Курта Джентри; и «Незнакомец рядом со мной» Энн Рул о Теде Банди. Примером современной книги тру-крайм является «Я уйду в темноту» автора Мишель Макнамара. В книге Эрика Ларсона « Дьявол в Белом городе» даётся литературное описание деятельности Генри Холмса во время Всемирной выставки 1893 года.
В 2006 году агентство «Associated Content» заявило, что с начала 21 века тру-крайм стал самым быстроразвивающимся литературным жанром. Во многом это связано с простотой переработки материалов и публикацией многочисленных томов одних и тех же авторов, отличающихся лишь незначительными обновлениями. По статистике большинство читателей книг в этом жанре — женщины.

### Фильмы и телевидение
Документальные фильмы в жанре тру-крайм в последние несколько десятилетий стали растущим сегментом медиа. Одним из наиболее влиятельных документальных фильмов в этом процессе стал «Тонкая голубая линия» (1988) режиссера Эррола Морриса. В этом документальном фильме, среди прочего, представлены реконструкции событий, хотя другие режиссеры-документалисты предпочитают их не использовать, поскольку они не показывают всей правды.
В начале 1990-х в Гонконге начался бум фильмов этого жанра. Эти фильмы варьировались от графических новелл с рейтингом III категории (18+), таких, как «Нерассказанная история» и «Доктор Лэмб» (основанных на историях серийных убийц Вонг Чи Ханге и Лам Кор-ване соответственно), до фильмов для более широкой аудитории, таких как фильм «Криминальная история» (основанный на похищении бизнесмена Тедди Ван Тей-хуэя), в котором снималась звезда боевиков Джеки Чан.
Другие известные документальные фильмы жанра: «Потерянный рай: Убийства детей на Робин Гуд-Хиллз» (1996), «Тайны миллиардера» (2015), «Хранители» (2017), «Злой гений» (2018), «Руки прочь от котиков! Охота на интернет-убийцу» (2019), «Сыны Сэма: Сошествие во тьму» (2021).

### Netflix
Netflix стал одним из самых влиятельных потоковых сервисов в плане развития жанра тру-крайм. Шоу Netflix Создавая убийцу» оказалось настолько успешным, что компания решила раскрыть больше реальных преступлений и расширить этот жанр, получая прибыль от интереса зрителей. Netflix имеет ряд ключевых поисковых слов или тегов, которые помогают пользователям находить на их веб-сайтах программы на тему тру-крайм, поскольку за последние несколько лет этот жанр стал настолько популярным. То, как Netflix использует рассказывание историй для объяснения дела, нравится многим зрителям и создает тесную связь между аудиторией и самим делом. Эти программы часто оставляют зрителю возможность принять решение об оправданиях, вынесении приговора или в случаях нераскрытого настоящего преступления; кто, по их мнению, сделал это. Алгоритмы используются не только для того, чтобы увидеть, что смотрит конкретный пользователь, но также для того, чтобы увидеть, что смотрят во всем мире и что вызывает обсуждения. Очевидно, что если этот алгоритм станет популярным, Netflix продолжит выпускать тру-крайм материалы.
Многие документальные фильмы или сериалы о реальных преступлениях имеют страницы в Твиттере, на которых рекламируются хэштеги их шоу и отвечают фанатам и/или их теориям по этому делу. Одна из причин, по которой зрители любят смотретьтру-крайм шоу, особенно на таком доступном сервисе, как Netflix, заключается в том, что после того, как они сформируют свое мнение, они могут легко найти места, где можно обсудить это в Интернете и поделиться своим мнением. Это привлекает больше внимания в Интернете и побуждает больше людей смотреть то, о чем говорят в Интернете. Однако в прошлом это вызывало некоторые проблемы, поскольку зрители настолько сильно относились к этой теме, что против Netflix были возбуждены иски о клевете.

### Подкасты
Подкасты на тему тру-крайм — тренд последнего времени. Подкаст Serial 2014 года побил рекорды подкастов, когда его загрузили на iTunes 5 миллионов раз быстрее, чем любой предыдущий подкаст. По состоянию на сентябрь 2018 года его скачали более 340 миллионов раз. За ним последовали другие подкасты о настоящих преступлениях, такие как «Грязный Джон», «Мое любимое убийство », «Вверх и исчезнувшие », серии Parcast, такие как «Культы », «Женщины-преступницы » и «Взгляд разума », «Кто-то что-то знает » и многие другие.
Подкасты теперь распространились на большее количество сайтов, таких как Spotify, Apple Music, YouTube и некоторых других. Они существуют для того, чтобы предоставить другим простой способ узнать о настоящих криминальных убийствах и загадках. Spotify предлагает все больше подкастов о реальных преступлениях, включая Rotten Mango, Conviction American Panic, Bed of Lies, Catch & Kill и многие другие. Этот жанр находится на подъеме, поскольку психолог Аманда Викари заявила, что в ее отчете говорится, что «женщин больше всего привлекают реальные криминальные истории, которые дают им советы, как распознать опасность и остаться в живых». Категория «тру-крайм» в Apple Podcasts впервые появилась в середине 2019 года, и до этого подкасты, которые были перемещены в этот раздел, существовали во многих других категориях, таких как «История», «Новости и политика» и даже «Комедия».
Было высказано предположение, что страх может сыграть определенную роль в популярности подкастов тематики тру-крайм. В этих подкастах часто рассказывается об ужасающих преступлениях, что вызывает реакцию страха и выброс адреналина в организме. Благодаря возможности прослушивания подкастов, можно быстро ощутить прилив адреналина. Другим объяснением популярности подкастов тру-крайм является сериализованный характер преступлений, в которых события происходят одно за другим. Подкасты, которые эпизодически исследуют преступление, могут использовать этот аспект в своем повествовании. Еще одной сильной стороной этих подкастов является использование типичных сенсационных приемов, таких как включение прямого диалога и сосредоточение внимания на жертвах и их семьях. Подкасты могут использовать музыку или другие звуковые эффекты, чтобы максимизировать предполагаемое воздействие или шокирующую составляющую, как показано в Serial.

## Последствия
Работы в жанре тру-крайм  могут повлиять на преступления, которые они освещают, и на аудиторию, которая их смотрит.
Процесс расследования в жанре тру-крайм может привести к изменениям в рассматриваемых делах, например, когда Роберт Дерст, признался в убийстве в документальном фильме «Проклятие» и был арестован.
Исследование, проведенное в 2011 году в Небраске, показало, что просмотр научно-популярных криминальных шоу (так называемых «тру-крайм») коррелирует с повышенным страхом стать жертвой преступления. По мере того как частота просмотра тру-крайм шоу увеличивалась, поддержка смертной казни увеличивалась, а поддержка системы уголовного правосудия уменьшалась.
В Австралии количество сообщений, поступивших в сеть Crime Stoppers Australia, по которым были выдвинуты обвинения, удвоилось с 2012 по 2017 год. Этот возросший интерес к преступности объясняется популярными подкастами о реальных преступлениях.
Шоу Netflix «Создавая убийцу» имело целый ряд реальных последствий: от показа шоу в юридических школах в качестве учебного материала до роста недоверия к следователям по уголовным делам.

## Критика
Жанр тру-крайм подвергался критике за неуважение к жертвам преступлений и их семьям и описывался некоторыми как трэш-культура. Автор Джек Майлз считает, что этот жанр имеет высокий потенциал причинения вреда и психической травмы реальным людям. Материалы жанра тру-крайм могут создаваться без согласия семьи жертвы, что может привести к их повторной травме. Недавние дискуссии о потреблении контента тру-крайм также сосредоточились на влиянии на психическое здоровье аудитории.
В зависимости от автора, тру-крайм может строго соответствовать общеустановленным фактам в журналистской манере или может быть весьма спекулятивным. Создатели контента могут выборочно решать, какую информацию представить, а какую опустить, чтобы поддержать свое повествование. Авторы предлагают основанные на фактах повествования, сочетающие вымысел и историческую реконструкцию. Автор Кристиана Грегориу проанализировала несколько книг этого жанра и пришла к выводу, что таблоидизация и беллетризация широко распространены в произведениях некоторых авторов тру-крайм литературы. В некоторых случаях даже книги одного и того же автора расходятся в деталях об одном и том же убийце или событиях. Например, некоторые факты, изложенные в «Хладнокровном убийстве» Капоте, были оспорены в 2013 году. Вторая попытка Капоте написать тру-крайм книгу, «Вырезанные вручную гробы» (1979), несмотря на подзаголовок «Документальный отчет об американском преступлении», уже была отмечена содержанием значительных вымышленных элементов.